# Nira Yuval-Davis
Nira Yuval-Davis (Tel Aviv, 22 de agosto de 1943) es una socióloga y feminista británica de la diáspora israelí, profesora emérita y directora honoraria del Centre for Research on Migration, Refugees and Belonging (Centro de Investigación sobre Migración, Refugiados y Pertenencia, CMRB) de la Universidad de East London, y miembro de la Academy of Social Sciences (Academia de Ciencias Sociales), que en 2018, ganó el Premio de la Asociación Internacional de Sociología a la excelencia en la investigación y la práctica.

## Biografía
Yuval-Davis nació en Tel Aviv en una familia laborista sionista. Tiene una hermana, Ora Sperber. Sus padres, Itzhak y Rivka, emigraron al Mandato británico de Palestina a principios de la década de 1930. Durante la Segunda Guerra Mundial, sus familias y comunidad en Alytus, Lituania, fueron asesinadas por los nazis y sus ayudantes locales en los bosques cercanos. Creció como parte de una estrecha comunidad laboral sionista en el corazón de Tel Aviv, durante la década de 1950.
Como estudiante de sociología y psicología en la Universidad Hebrea de Jerusalén, Yuval-Davis inició su activismo político en contra del gobierno militar de los ciudadanos palestinos de Israel, así como la 'coerción religiosa' y la no separación de la religión y el estado en Israel. Durante este período, conoció a su primer marido, Uri Davis. A partir de la Guerra de los Seis Días de 1967, el activismo de Yuval-Davis y otros (su esposo y amigos cercanos) se centró principalmente en la ocupación israelí de Cisjordania y la Franja de Gaza.
Su tesis de Máster fue un estudio etnográfico de la organización socialista israelí antisionista Matzpen en 1977 en hebreo. En 1979, Yuval-Davis se unió a su esposo en una gira de conferencias por Estados Unidos de América en contra de la ocupación israelí. La gira fue organizada por Jewish Peace Fellowship y puso a Yuval-Davis en contacto con diferentes movimientos políticos radicales judíos que formaban parte del movimiento más general de derechos civiles, anti-Vietnam y cada vez más feminista en los Estados Unidos de ese momento. Estas conexiones influyeron en la orientación investigadora de Yuval-Davis. Comenzó a trabajar en una disertación de doctorado examinando cómo diferentes nuevos movimientos judíos en los Estados Unidos en el período de 1967 a 1973 construyeron su judaísmo en relación con problemas sociales más amplios. Después del nacimiento de su hijo en 1973, Yuval-Davis se mudó a Londres. Sin embargo, poco después, por razones al mismo tiempo políticas y personales, se terminó su primer matrimonio. Trasladó entonces sus estudios de doctorado a la Universidad de Sussex, donde se graduó en 1979.

## Activismo político
Yuval-Davis continuó su activismo político mientras vivía en Londres. Poco después de su llegada, se unió a un grupo de israelíes socialistas antisionistas que vivían en Londres y que, un par de años más tarde, se unieron a palestinos y otros socialistas árabes para establecer el foro de revistas y publicaciones Khamsin. Ella ha continuado activa en esta área. En 1984, como parte de una gira que combinaba lo académico con lo político en Australia, conoció a su segundo esposo, Alain Hertzmann, que coordinaba el grupo local JAZA (Jews against Zionism and Antisemitism, Judíos contra el sionismo y el antisemitismo), quien se mudó a vivir con ella a Londres un año después.
Ha participado activamente en multitud de temas domésticos, principalmente como parte de foros feministas antirracistas como WING (Women, Immigration and Nationality Group), el European Socialist Feminist Group, Big Flame y desde 1989, tras el caso Salman Rushdie, como cofundadora de Women Against Fundamentalism que para entonces se había transformado en el colectivo editorial de la revista online Feminist Dissent.
Fue miembro fundadora del grupo internacional de investigación sobre mujeres en zonas de conflicto militarizado. En la década de 1990, participó en los foros de ONG de las conferencias de la ONU sobre derechos humanos, derechos reproductivos y derechos de la mujer, y trabajó como consultora para Amnistía Internacional, para la Asociación para los Derechos de la Mujer en el Desarrollo (AWID), para la Relatora Especial de la ONU sobre Violencia. Against Women, y formó parte de una delegación de investigación de mujeres en Guyarat después de los pogromos, los disturbios contra musulmanes que tuvieron lugar en 2003.
En 2019, se unió al Partido Laborista y a Jewish Voice for Labor.[cita requerida] y fue miembro fundador de SSAHE (Social Scientists Against the Hostile Environment, Científicos sociales contra el entorno hostil).

## Docencia e investigación
Después de dar clases a tiempo parcial mientras era estudiante en Israel y Estados Unidos, Yuval-Davis comenzó a trabajar como profesora de sociología a tiempo completo en 1974 en Thames Polytechnic, que más tarde se convirtió en la Universidad de Greenwich. Ella renunció a la Universidad de Greenwich en 2003, en protesta contra la 'reestructuración' que estaba teniendo lugar y se trasladó a la Universidad del Este de Londres (UEL). Después de mudarse a la UEL, transfirió los programas de Posgrado en Estudios Étnicos y Género a la UEL, donde también fundó y codirigió el Centro de Investigación sobre Migración, Refugiados y Pertenencia (CMRB). Su artículo (que hizo en colaboración) sobre 'Everyday Bordering' ganó el premio Sage Sociology de 2019 por excelencia e innovación.
Fue elegida miembro de la British Academy of Social Sciences (Academia Británica de Ciencias Sociales) en 2003. Fue miembro designada del RAE 2008 (National Research Assessment Exercise del Reino Unido) y de uno de los subpaneles de sociología del REF 2014 (National Research Excellence Framework del Reino Unido). Entre sus principales proyectos de investigación financiados de Nira Yuval-Davis se encuentran la investigación del ESRC de 1994-7 sobre discursos racializados antijudíos y antiárabes en Reino Unido y Francia; la beca Rockefeller de 2004 sobre seguridad humana, género y globalización; el proyecto 2005-2008 sobre Identity, Performance and Social Action: The Use of Community Theatre Among Refugees (Identidad, Actuación y Acción Social: El Uso del Teatro Comunitario entre Refugiados), que es un premio de la ESRC como parte de su programa de investigación sobre Identidades y Acción Social; el programa de investigación EU RF07 de 2012-2016 sobre paisajes fronterizos de la UE y la beca emérita Leverhulme 2020 sobre ‘Climate Change and the Politics of Belonging’ (El cambio climático y las políticas de pertenencia).

### Principales focos de investigación
'Sionism, Antisemitism and the Struggle Against Racism' (Spare Rib, 1984; reimpreso en Feminist Review, 2019) representa probablemente de la manera más completa y relacional el área de trabajo que ha preocupado a Yuval-Davis desde que comenzó su trabajo académico. Preocupada por cuestiones de justicia social y desigualdad social, se propuso por un lado comprender el proyecto sionista que estableció el estado israelí en el que creció, en relación con los palestinos (por ejemplo en 1975, 1982) y el racismo y el antisemitismo hacia los judíos en la diáspora (por ejemplo, 1979) por otro lado. Sin embargo, su enfoque básico estaba en contra del excepcionalismo analítico y, por lo tanto, exploró el sionismo en el contexto de otras sociedades coloniales de colonos (por ejemplo, en 1995) y el antisemitismo en el contexto de otras formas de racialización (por ejemplo en 1992, 2020). Aquí es también cuando comenzó a ser conocida por aplicar un análisis de género a cuestiones que, hasta entonces, habían sido analizadas sin tener en cuenta la perspectiva de género.
El trabajo probablemente más conocido de Yuval-Davis (que además fue traducido a diez idiomas) ha sido su libro Gender and Nation (Sage 1997, pero ver también, por ejemplo, 1983 y 1989). En este libro, ataca la falta de perspectiva de género en la mayoría de las teorías sobre nacionalismo y analiza las formas en que las relaciones de género afectan y son afectadas por los proyectos y procesos nacionales. En particular, estudia los roles de las mujeres como reproductoras biológicas de la nación, como reproductoras culturales y guardias fronterizas simbólicas y como ciudadanas y soldados.
Politics of Belonging: Intersectional contestations (Sage, 2011) incluye el marco analítico más completo del trabajo de Yuval-Davis. En lugar de centrarse únicamente en las naciones y los nacionalismos, explora lo que ella considera los principales proyectos políticos contemporáneos de pertenencia: la ciudadanía estatal; pertenencias nacionales (incluidas pertenencias indígenas, racializadas y diaspóricas); religión y movimientos políticos fundamentalistas; cosmopolitismo y derechos humanos; y políticas feministas sobre el cuidado.
Bordering (Polity, 2019, con G. Wemyss & K. Cassidy) explora los aspectos excluyentes de la pertenencia y examina las formas en que los proyectos políticos de gobernanza y pertenencia han llegado, en la era de la globalización, a aplicar paradójicamente procesos de la cotidianidad a todas esferas sociales en formas que afectan a todos los miembros de la sociedad, no solo a los "Otros", los marginados. Las incertidumbres que surgen de estos procesos hacen que cada vez más personas se encuentren viviendo en zonas grises, excluidas de cualquier forma de protección y derechos humanos.
'Interseccionalidad Situada y Desigualdad Social' (Raisons Politiques no. 58: 91-100, 2015) ha sido el enfoque analítico y metodológico que se puede encontrar en el libro Bordering y en el resto de la obra de Yuval-Davis. Comenzó a desarrollarlo en la década de 1980 y se puede encontrar también en sus trabajos colaborativos, por ejemplo con F. Anthias (1983; 1992; G. Sahgal (1992); D. Stasiulis (1995); P. Werbner (1999) y S. Dhaliwal, 2014). La interseccionalidad se refiere a la distribución del poder y otros recursos. No reduce la complejidad de las construcciones de poder a una sola división social, sino que considera que las diferentes divisiones sociales como clase, género, raza y etnia, etapa del ciclo de vida, estado de ciudadanía, etc., se constituyen y moldean mutuamente en situaciones históricas específicas, contextos personales y de ubicación. Se basa en un enfoque epistemológico dialogado que requiere abarcar las miradas de personas posicionadas de manera diferente en la sociedad para comprender plenamente la realidad social particular.

## Obra
- Bordering (Bordeando). John Wiley & Sons. 2019.ISBN 978-1-5095-0498-5.[16][17]
- Women Against Fundamentalism: Stories of Dissent and Solidarity (Mujeres contra el fundamentalismo: historias de disensión y solidaridad) editado con Sukhwant Dhaliwal, Londres: Lawrence y Wishart, 2014[18][19][20][21][22][23]
- The Politics of Belonging: Intersectional Contestations (La política de pertenencia: disputas interseccionales). SAGE. (2011)ISBN 978-1-4129-2130-5.[24][25][26][27]
- Gender and Nation. (Género y Nación). Publicaciones SAGE. (1997).[28][29]
- Unsettling Settler Societies: Articulations of Gender, Ethnicity, Race and Class. (Sociedades de colonos inquietantes: articulaciones de género, etnia, raza y clase), editado con D. Stasiulis, Sage, 1995[30]
- Racialized Boundaries: Race, Nation, Gender, Colour and Class and the Anti-racist Struggle (Límites racializados: raza, nación, género, color y clase y la lucha antirracista). Routledge. 1992. ISBN 978-0-415-10388-6.[31]
- Woman-Nation-State (Mujer-Estado-Nación). Palgrave Macmillan Reino Unido. 1989. ISBN 978-0-333-45803-7.[32][33][34]

Los escritos de Yuval-Davis se han traducido a más de diez idiomas.